# Forlanini Omnia Dir
Le Forlanini F.7 Omnia Dir est le seul et unique dirigeable civil italien semi-rigide construit par la jeune entreprise Forlanini - Leonardo da Vinci. Il a été fabriqué en 1931, un an après la mort de son concepteur, Enrico Forlanini. Ce dirigeable détient un record mondial, c'est le seul à être équipé de jets d'air comprimé pour faciliter les manœuvres au sol. Son nom de baptême Omnia Dir signifie toutes les directions.

## Histoire
Vu le succès et la publicité retentissante liée à l'exploit lié à son premier dirigeable, le Forlanini F1 (Leonardo da Vinci), qu'il a étudié et construit sur ses fonds propres, Enrico Forlanini entreprend sans attendre la réalisation d'un projet plus ambitieux, le Forlanini F.2 (Città di Milano). Des fonds sont levés à travers une souscription nationale, comme l'avait fait son concurrent allemand Ferdinand von Zeppelin. Les principaux donateurs sont la ville de Milan, la Fondation Cariplo et l'armée italienne. 
Forlanini reçoit ensuite une commande du Gouvernement britannique pour trois appareils d'un nouveau modèle, le Forlanini F.3 (Città di Milano 2). Quasiment en même temps que l'usine de Milan enregistrait la commande britannique, le Gouvernement du Roi d'Italie passait aussi une commande de trois appareils différents, les Forlanini F.4, F.5 et 'F.6.
Une fois la guerre terminée, Forlanini tente la reconversion de ses dirigeables en version civile pour le transport de passagers comme le faisait le conte von Zeppelin depuis 1909 en Allemagne avec la DELAG. En juin 1919, il inaugure la liaison Milan-Venise. D'autres liaisons sont envisagées, Rome-Naples et Rome-Pise-Milan. Ces services de transport ne connaissent pas le succès escompté pour les maintenir en activité et le projet est rapidement abandonné.
Forlanini s'oriente vers des dirigeables de plus petite taille et lance l'étude d'un nouveau modèle, l'Omnia Dir. Ce sera le dernier dirigeable que Forlanini réalise car il meurt le 9 octobre 1930. Son dernier dirigeable vole la première fois en 1931. Avec cet appareil d'avant garde, Forlanini a résolu le problème des manœuvres au sol, grâce à l'utilisation de jets d'air comprimé placés dans les trois directions. Plusieurs décennies plus tard, ce système sera utilisé sur le module LEM du programme Apollo.